# Ruth Chepngetich
Ruth Chepngetich (ur. 8 sierpnia 1994) – kenijska lekkoatletka, specjalizująca się w biegach długodystansowych. 
We wrześniu 2019 roku zdobyła złoty medal w maratonie na mistrzostwach świata w Dausze z czasem 2:32:43.
10 października 2021 roku wygrała swoje pierwsze zawody rangi World Marathon Major - Chicago Marathon, osiągając czas 2:22:31.
Niecały rok później, 9 października 2022 roku, obroniła tytuł i ponownie zajęła pierwsze miejsce podczas Chicago Marathon. Z czasem 2:14:18 wyprzedziła o ponad cztery minuty, drugą na mecie, Emily Sisson.
W październikiku 2024 roku z czasem 2:09:56 po raz trzeci wygrała Chicago Marathon, pobijając kobiecy rekord świata w biegu maratońskim. 

## Rekordy życiowe
- półmaraton – 1:04:02 (2021) do 24 października 2021 rekord świata, 3. wynik w historii światowej lekkoatletyki
- maraton  – 2:09:56 (13 października 2024, Chicago);  rekord świata